# Argulus ernsti
Argulus ernsti is een visluizensoort uit de familie van de Argulidae. De wetenschappelijke naam van de soort is voor het eerst geldig gepubliceerd in 1964 door Weibezahn & Cobo.